# Misterul Pădurii Celtic
Misterul dispariției din Pădurea Celtic face referire la pierderea fără urmă a unui grup de soldați din Batalionul 10 al Diviziei 1 Australiene în timpul unui atac lângă Passchendaele, în Flandra de Vest, în cadrul Bătăliei de la Poelcappelle din 9 octombrie 1917, în Primul Război Mondial. Deși rapoartele oficiale indică lipsa a 37 de soldați, nu există o explicație clară despre soarta lor. Înregistrările germane nu menționează acest atac, iar teoriile despre ce s-a întâmplat cu soldații variază, de la masacru și înmormântare în groapă comună, la speculații cum că aceștia ar fi dispărut într-o ceață misterioasă.

## Context

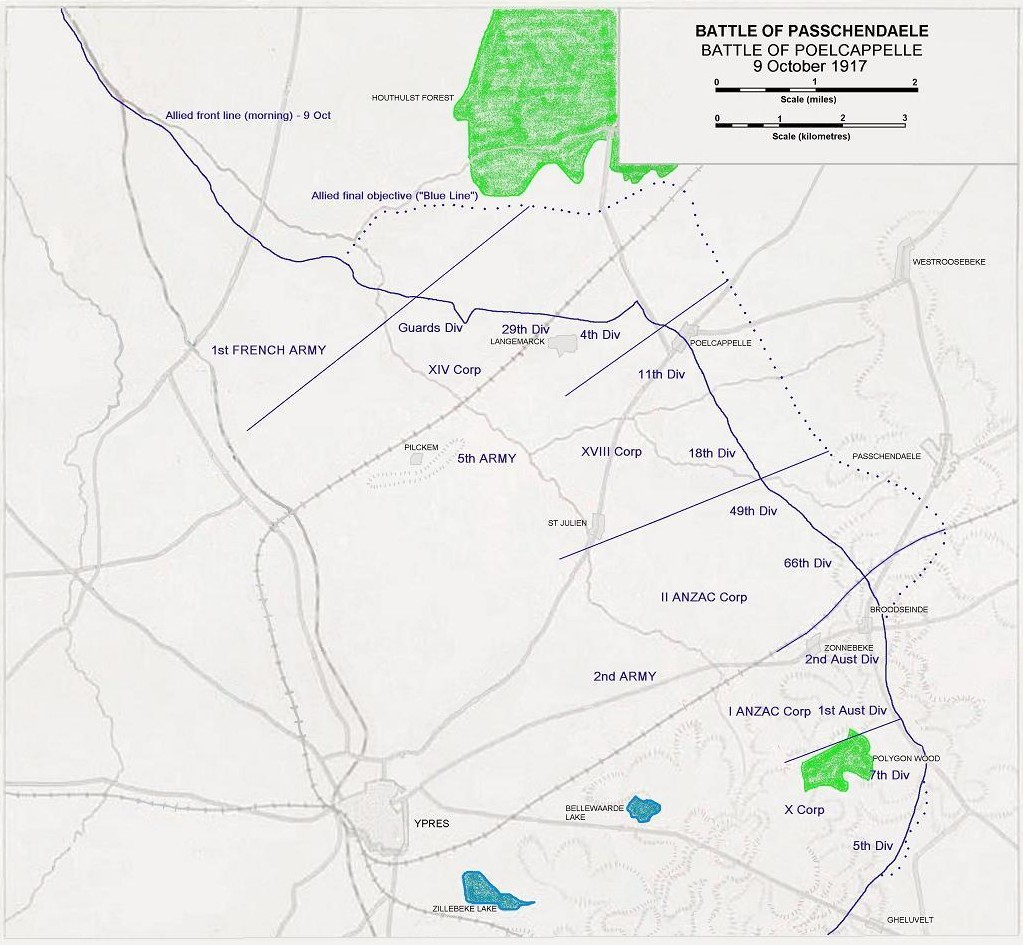
Bătălia de la Poelcappelle, 1917, arătând forțele aliate, linia lor de plecare și obiectivele lor.

Batalionul 10, cunoscut pentru spiritul său combativ în luptele de pe frontul de vest. jucase un rol important și în Campania de la Gallipoli. După victoria din Bătălia de la Broodseinde din 4 octombrie 1917, feldmareșalul Sir Douglas Haig, a decis să continue ofensiva, crezând că Armata a 4-a Germană era aproape de colaps, și a ordonat capturarea Crestei Passchendaele. Batalionul 10 urma să efectueze un atac diversionist asupra Pădurii Celtic.
Planul era ca batalionul să atace pădurea, să distrugă fortificațiile și să se retragă. La 5:20 dimineața, pe 9 octombrie, atacul a început sub comanda locotenentului Frank Scott.

## Raidul
Deși acest atac a fost raportat ca un succes în presa britanică și australiană, a eșuat în obiectivul său imediat. Deși germanii s-au retras o săptămână mai târziu, pădurea a rămas o zonă neutră (pământul nimănui).
Conform raportului locotenent-colonelului Maurice Wilder-Neligan⁠(d), atacul a dus la pierderi grele, dar doar un mic număr de soldați s-au întors în siguranță. Deși surse diferite au raportat între șapte și 14 supraviețuitori, 37 de soldați au rămas dispăruți, fiind cel mai mare mister al Forței Imperiale Australiene (AIF) din Primul Război Mondial. Investigațiile ulterioare nu au reușit să explice complet soarta lor.
„Pe această dată, locotenentul Scott din Batalionul 10 a condus 84 de oameni într-un raid asupra liniilor inamice lângă Broodseinde. Grupul principal a fost văzut intrând în Pădurea Celtic și nu a mai fost văzut niciodată. Investigațiile extinse de după acest eveniment nu au reușit să explice pe deplin soarta grupului condus de locotenentul Scott. Un total de 37 de soldați nu au fost niciodată contabilizați, fiind considerat cel mai mare mister pentru AIF în Primul Război Mondial. (Departamentul Australian al Apărării) Lista Unității Istorice cu acțiunile din Pădurea Celtic.”—Departamentul de Apărare din Australia, Lista de unități istorice a acțiunii în Pădurea Celtic.

## Urmări

### Analiză
Corespondentul de război australian Charles Bean⁠(d) a scris că „...operațiunea s-a încheiat dezastruos. Cei dispăruți nu au mai fost auziți vreodată. Numele lor nu au apărut în nicio listă de prizonieri primită în timpul războiului. Comisia pentru Morminte nu a găsit nicio urmă a corpurilor lor după aceea”. Lipsa de mențiuni despre acest atac în înregistrările militare germane a dus la speculații că soldații ar fi fost masacrați și îngropați într-o groapă comună secretă. 
Cel puțin șase cărți au încercat să explice acest mister, dar au existat confuzii în interpretarea evenimentelor. Mulți istorici au înțeles greșit raportul locotenent-colonelului Maurice Wilder-Neligan și al supraviețuitorilor, crezând că doar 14 dintre cei 85 de soldați au fost contabilizați. În realitate, numărul „dispăruților” includea și cei despre care se știa că au murit, dar ale căror corpuri nu au fost recuperate. Înregistrările ambigue au sugerat un total de 48 de soldați nevătămați, răniți sau cunoscuți ca fiind uciși în luptă, lăsând doar 37 de dispăruți necontabilizați. Rămâne un mister de ce nu au fost găsite rămășițele celor despre care se știa că au murit.
Acest incident este considerat unul dintre cele mai mari mistere ale Marelui Război pentru Australia. Datorită numelui pădurii și dispariției inexplicabile a soldaților, unii au speculat că ar fi avut loc un eveniment supranatural, comparând incidentul cu filmul Picnic at Hanging Rock, care explorează o dispariție misterioasă.

### Explicație
În locul unui baraj de artilerie puternic, atacul Batalionului 10 asupra Pădurii Celtic s-a desfășurat sub un bombardament mai ușor, ceea ce a afectat protecția oferită trupelor. Soldații au fost nevoiți să traverseze un teren dificil, acoperit de trunchiuri de copaci, cratere de obuze și noroi adânc. Germanii, deja familiarizați cu tacticile australiene, întăriseră pozițiile și instalaseră mai multe mitraliere. 
Locotenentul Frank Scott a ordonat un atac frontal asupra tranșeelor germane și a condus personal un grup pe flanc pentru a ataca din spate. Deși soldații australieni au reușit inițial să determine germanii să se retragă, întăririle germane au sosit rapid, forțându-i pe australieni să lupte corp la corp. În același timp, artileria germană a bombardat zona, blocând retragerea. În scurt timp, toți ofițerii australieni erau fie morți, fie răniți, iar sergentul William Cole a fost ucis în timp ce încerca să tragă racheta de semnalizare pentru retragere. Supraviețuitorii au fost nevoiți să se retragă pe cont propriu.
În 2008, cercetătorii Chris Henschke și Robert Kearney au susținut că au rezolvat misterul dispariției celor 37 de soldați. După analiza rapoartelor post-acțiune, jurnalelor de război și declarațiilor martorilor, aceștia au concluzionat că dispariția soldaților a fost rezultatul confuziei, erorilor de raportare și haosului de pe câmpul de luptă. Ei au argumentat că un masacru era improbabil, deoarece barajul de artilerie britanic și german din acea zonă a făcut imposibilă o urmărire sau o capturare a soldaților australieni. Cei 37 de soldați dispăruți au fost probabil uciși de bombardamente, iar trupurile lor nu au putut fi recuperate sau identificate ulterior.
Henschke a declarat:
„...raidul nu a fost un mare mister, ci doar un raid cu o proporție foarte mare de pierderi... Este povestea unei acțiuni tipice de unitate mică care a mers prost.”—Henschke